# SwissboatYachting
SwissboatYachting ist ein Schweizer Wassersportmagazin. Es erscheint monatlich im Berner Verlag Boatmedia AG in einer deutschen und einer französischen Ausgabe. Die Gesamtauflage beider Ausgaben beträgt gemäß Verlagsangaben 10.700 Exemplare.
Laut Medieninformation des Verlags wird das Special-Interest-Magazin überwiegend von männlichen Lesern höheren Alters und Einkommens gelesen.
SwissboatYachting ist offizielles Publikationsorgan des Schweizerischen Bootsbauer-Verbandes (SBV), des Schweizerischen Segelverbands Swiss Sailing, der Schweizerischen Interessen-Gemeinschaft Bootssport (SIGB) und der Fédération Suisse Motonautique (FSM).

## Inhalt
SwissboatYachting richtet sich gleichermaßen an Segler und Motorbootfahrer. Das Magazin stellt in zahlreichen Beiträgen Produkte aus dem Bereich des Wassersports vor und berichtet über internationale Wassersport-Reviere, -Persönlichkeiten und Regatten. Zu Messezeiten wächst der Heftanteil, der sich Produktneuheiten widmet, deutlich an.
Eine feste Abteilung des Magazins sind Nachrichten und Mitteilungen aus den Schweizer Wassersport- und Bootsbauverbänden.
Weitere Rubriken der SwissboatYachting sind Piazza, ein Kleinanzeigenmarkt, und die Backskiste mit Kurzberichten zu Messen, „Personalities“ und „Events“.